# Olivier Delaitre
Olivier Delaître (Metz, 1 de junio de 1967) es un exjugador de tenis de Francia. Delaitre ganó 15 títulos de dobles durante su carrera profesional de 14 años, llegando a estar situado como 3.º del mundo de dobles el 12 de julio de 1999.
Delaitre se convirtió en profesional en 1986. El diestro jugador alcanzó su mejor posición en el escalafón de individuales de la ATP el 20 de febrero de 1995, cuando fue N.º 33 del mundo. Se retiró de las ATP en el año 2000.

## Títulos de Individuales

### Triunfos (0)
| Leyenda                |
| Grand Slam (0)         |
| Tennis Masters Cup (0) |
| ATP Masters Series (0) |
| ATP Tour (0)           |

### Finalista (4)
- 1991:  Burdeos (perdió con Guy Forget 1-6 3-6)
- 1993:  Lyon (perdió con Pete Sampras 1-6 1-6)
- 1993:  Kuala Lumpur-1 (perdió con Richey Reneberg 3-6 1-6)
- 1994:  Indianapolis (perdió con Wayne Ferreira 2-6 1-6)

## Títulos de Dobles

### Triunfos (15)
| Leyenda                |
| Grand Slam (0)         |
| Tennis Masters Cup (0) |
| ATP Masters Series (1) |
| ATP Tour (14)          |

| N.º | Fecha                    | Torneo                           | Superficie    | Pareja           | Oponentes en la final               | Resultado     |
| --- | ------------------------ | -------------------------------- | ------------- | ---------------- | ----------------------------------- | ------------- |
| 1.  | 11 de febrero de 1991    | Guarujá, Brasil                  | Dura          | Rodolphe Gilbert | Shelby Cannon Greg Van Emburgh      | 6-2, 6-4      |
| 2.  | 8 de febrero de 1993     | Marsella, Francia                | Tierra batida | Arnaud Boetsch   | Ivan Lendl Christo Van Rensburg     | 6-3, 7-6      |
| 3.  | 10 de enero de 1994      | Doha, Catar                      | Dura          | Stephane Simian  | Shelby Cannon Byron Talbot          | 6-3, 6-3      |
| 4.  | 20 de junio de 1994      | Halle, Alemania                  | Hierba        | Guy Forget       | Henri Leconte Gary Muller           | 6-4, 6-7, 6-4 |
| 5.  | 29 de agosto de 1994     | Long Island, Estados Unidos      | Dura          | Guy Forget       | Andrew Florent Mark Petchey         | 6-4, 7-6      |
| 6.  | 19 de septiembre de 1994 | Burdeos, Francia                 | Dura          | Guy Forget       | Diego Nargiso Guillaume Raoux       | 6-2, 2-6, 7-5 |
| 7.  | 24 de julio de 1995      | Washington D. C., Estados Unidos | Dura          | Jeff Tarango     | Petr Korda Cyril Suk                | 4-6, 6-2, 6-2 |
| 8.  | 24 de febrero de 1997    | Amberes, Bélgica                 | Dura (i)      | David Adams      | Sandon Stolle Cyril Suk             | 3-6, 6-2, 6-1 |
| 9.  | 27 de julio de 1998      | Stuttgart, Alemania              | Tierra batida | Fabrice Santoro  | Joshua Eagle Jim Grabb              | 4-6, 7-5, 6-3 |
| 10. | 5 de octubre de 1998     | Toulouse, Francia                | Dura (i)      | Fabrice Santoro  | Paul Haarhuis Jan Siemerink         | 6-2, 6-4      |
| 11. | 12 de octubre de 1998    | Basilea, Suiza                   | Dura (i)      | Fabrice Santoro  | Piet Norval Kevin Ullyett           | 6-3, 7-6      |
| 12. | 26 de octubre de 1998    | Lyon, Francia                    | Tierra batida | Fabrice Santoro  | Tomás Carbonell Francisco Roig      | 6-2, 6-2      |
| 13. | 26 de abril de 1999      | Montecarlo, Mónaco               | Tierra batida | Tim Henman       | Jiří Novák David Rikl               | 3-6, 6-4, 6-2 |
| 14. | 30 de agosto de 1999     | Long Island, Estados Unidos      | Dura          | Fabrice Santoro  | Jan-Michael Gambill Scott Humphries | 7-5, 6-4      |
| 15. | 4 de octubre de 1999     | Toulouse, Francia                | Dura (i)      | Jeff Tarango     | David Adams John-Laffnie De Jager   | 3-6, 7-6, 6-4 |

### Finalista(11)
| N.º | Fecha                 | Torneo                       | Superficie    | Pareja              | Oponentes en la final              | Resultado     |
| --- | --------------------- | ---------------------------- | ------------- | ------------------- | ---------------------------------- | ------------- |
| 1.  | 30 de agosto de 1993  | Long Island, Estados Unidos  | Dura          | Arnaud Boetsch      | Marc-Kevin Goellner David Prinosil | 6-7, 7-5, 6-2 |
| 2.  | 6 de mayo de 1996     | Múnich, Alemania             | Tierra batida | Diego Nargiso       | Lan Bale Stephen Noteboom          | 4-6, 7-6, 6-4 |
| 3.  | 21 de octubre de 1996 | Toulouse, Francia            | Dura (i)      | Guillaume Raoux     | Jacco Eltingh Paul Haarhuis        | 6-2, 2-6, 6-3 |
| 4.  | 17 de febrero de 1997 | Marsella, Francia            | Dura (i)      | Fabrice Santoro     | Thomas Enqvist Magnus Larsson      | 6-3, 6-4      |
| 5.  | 20 de octubre de 1997 | Lyon, Francia                | Moqueta       | Fabrice Santoro     | Ellis Ferreira Patrick Galbraith   | 3-6, 6-2, 6-4 |
| 6.  | 12 de enero de 1998   | Doha, Catar                  | Dura          | Fabrice Santoro     | Mahesh Bhupathi Leander Paes       | 6-4, 3-6, 6-4 |
| 7.  | 13 de abril de 1998   | Madrás, India                | Dura          | Max Mirnyi          | Mahesh Bhupathi Leander Paes       | 6-7, 6-3, 6-2 |
| 8.  | 20 de abril de 1998   | Tokio, Japón                 | Dura          | Stefano Pescosolido | Sébastien Lareau Daniel Nestor     | 6-4, 3-6, 6-4 |
| 9.  | 17 de agosto de 1998  | Cincinnati, Estados Unidos   | Dura          | Fabrice Santoro     | Mark Knowles Daniel Nestor         | 6-7, 6-4, 6-4 |
| 10. | 23 de agosto de 1999  | Indianápolis, Estados Unidos | Dura          | Leander Paes        | Paul Haarhuis Jared Palmer         | 6-3, 6-4      |
| 11. | 17 de enero de 2000   | Auckland, Nueva Zelanda      | Dura          | Jeff Tarango        | Ellis Ferreira Rick Leach          | 7-5, 6-4      |